# Cova de sa Gleda – Camp des Pou
Die Cova de sa Gleda – Camp des Pou ist eine Unterwasserhöhle auf der spanischen Baleareninsel Mallorca. Mit einer Gesamtlänge von 13,5 Kilometern gilt das Höhlensystem als längste bekannte Unterwasserhöhle Europas und belegt Rang 21 der längsten Unterwasserhöhlen der Welt.

## Lage

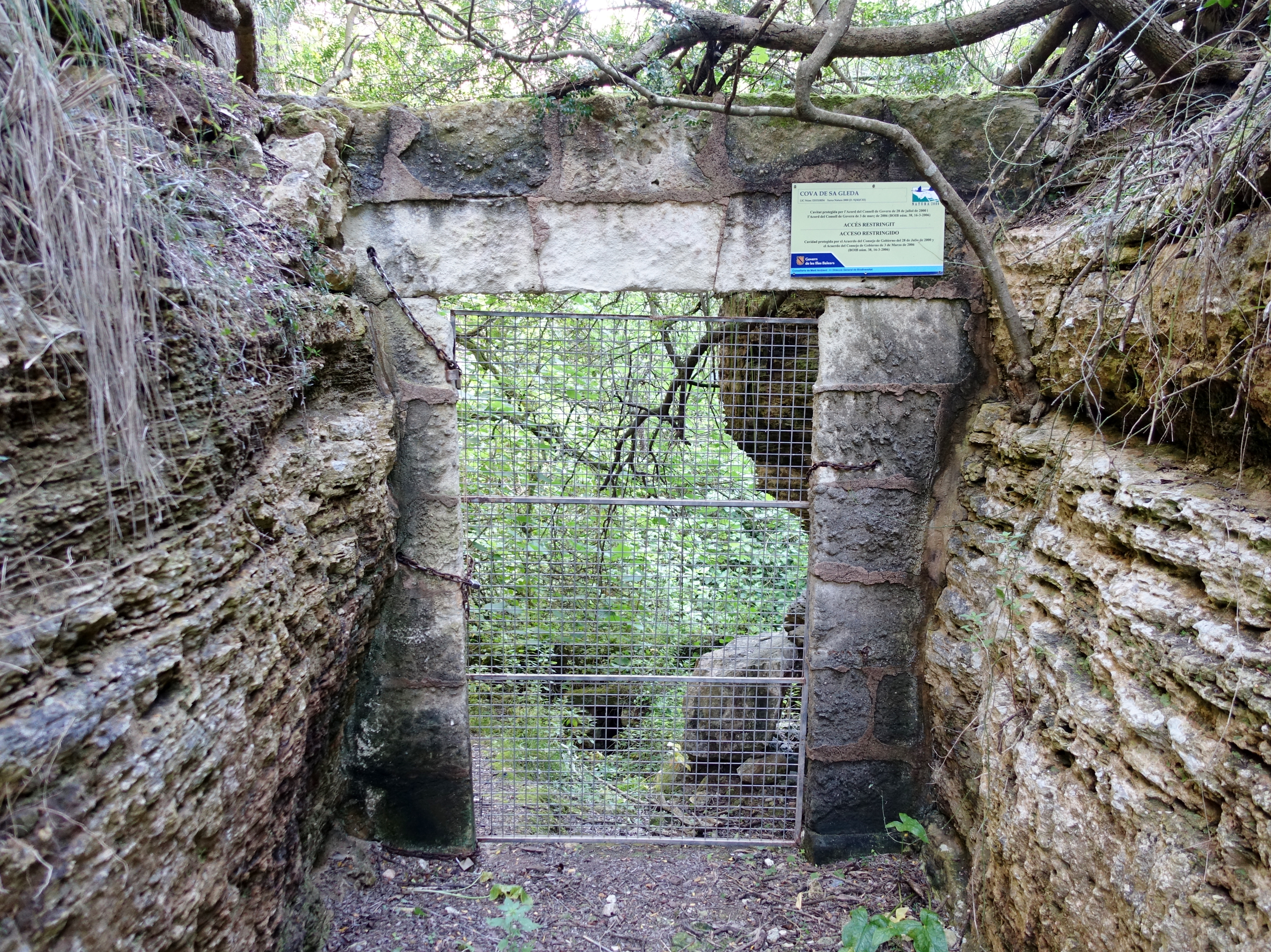
Zugang zur Cova de sa Gleda

Die Cova de sa Gleda – Camp des Pou befindet sich nahe der Ostküste Mallorcas innerhalb des Naturschutzgebietes Cales Verges de Manacor südwestlich von Porto Cristo im Gemeindegebiet von Manacor. Das der Öffentlichkeit nicht zugängliche Höhlensystem  verläuft in ungefähr zwei Kilometern Abstand parallel zur Küste, der geringste Abstand zum Mittelmeer an der Cala Sequer beträgt etwa einen Kilometer.
Die bis zu 24 Meter tiefe Höhle besitzt zwei Eingänge in einem Abstand zueinander von etwas weniger als zwei Kilometern. Einer der Eingänge befindet sich am Avenc des Camp des Pou, einem Felsloch neben dem Fahrweg in Richtung der Cala Varques. Der andere Eingang liegt nordwestlich von Son Josep Nou in einer Doline auf dem Gelände von sa Gleda (39° 29′ 53,6″ N, 3° 16′ 32,9″ O).

## Name und Geschichte

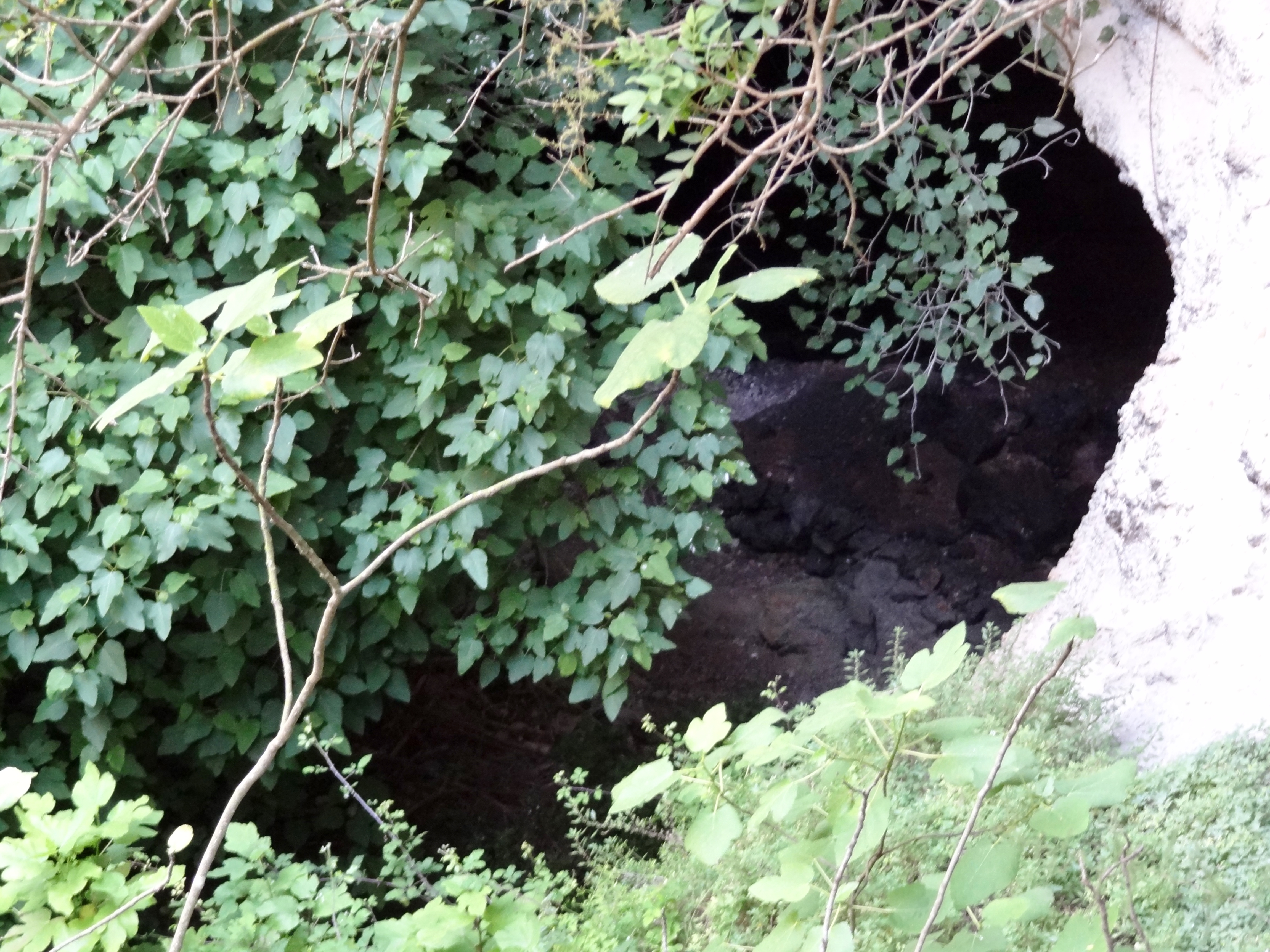
Eingang der Cova de sa Gleda

Benannt ist die Höhle (katalanisch Cova) nach den Örtlichkeiten sa Gleda und Camp des Pou, Letzteres bedeutet so viel wie „Brunnenfeld“ oder „Brunnenort“. Auf älteren Karten ist der Avenc des Camp des Pou noch ohne Verbindung zur Cova de sa Gleda dargestellt.
Das Höhlensystem entstand durch Verkarstung des Kalksteins in Zeiten eines niedrigeren Meeresspiegels (siehe Eustasie). In diesen Zeiten bildeten sich auch die Tropfsteine in der Höhle. Die Unterwasserhöhle wurde erstmals 1974 durch Francesc Ripoll per Tauchgang begangen. Seit 1997 wird die Cova de sa Gleda – Camp des Pou im Auftrag der Universität der Balearen erforscht.

## Unfall 2022
- Am 30. Oktober 2022, Sonntag verirrte sich ein 50-Jähriger beim Gerätetauchen mit zwei Begleitern in der Höhle „Cova de sa Gleda in Manacor“. Er wurde um 16.30 Uhr (UTC+1, lokale (Winter-)Zeit) als vermisst gemeldet. Sein Luftvorrat im Tauchgerät sollte bis 17 Uhr reichen. Erst gegen 23 Uhr wurde er in einer Luftkammer gefunden, mit Flaschenluft versorgt und geborgen. Die kleine Kammer hatte ihm etwa 7 Stunden zum Atmen gereicht. Einer seiner Begleiter hatte sich im April 2017 in derselben Gegend in der Cova de sa Piqueta verirrt. Um ihn wurde sogar 2 Tage gebangt, bevor er in einer rettenden Luftkammer gefunden und gerettet werden konnte.[4]